# Three Rivers (Califòrnia)
Three Rivers és una concentració de població designada pel cens dels Estats Units a l'estat de Califòrnia. Segons el cens del 2000 tenia 2.248 habitants.

## Demografia
Segons el cens del 2000, Three Rivers tenia 2.248 habitants, 985 habitatges, i 659 famílies. La densitat de població era de 19,1 habitants/km².
Dels 985 habitatges en un 24,3% hi vivien nens de menys de 18 anys, en un 54,9% hi vivien parelles casades, en un 7,6% dones solteres, i en un 33% no eren unitats familiars. En el 27,4% dels habitatges hi vivien persones soles el 12,2% de les quals corresponia a persones de 65 anys o més que vivien soles. El nombre mitjà de persones vivint en cada habitatge era de 2,28 i el nombre mitjà de persones que vivien en cada família era de 2,75.
Per edats la població es repartia de la següent manera: un 20,9% tenia menys de 18 anys, un 4,6% entre 18 i 24, un 20,3% entre 25 i 44, un 32,1% de 45 a 60 i un 22,1% 65 anys o més.
L'edat mediana era de 47 anys. Per cada 100 dones de 18 o més anys hi havia 94,5 homes.
La renda mediana per habitatge era de 42.727 $ i la renda mediana per família de 48.843 $. Els homes tenien una renda mediana de 39.355 $ mentre que les dones 31.875 $. La renda per capita de la població era de 23.475 $. Entorn del 7,5% de les famílies i el 9,8% de la població estaven per davall del llindar de pobresa.

## Poblacions més properes
El següent diagrama mostra les poblacions més properes.